# Cerimônia de encerramento dos Jogos Olímpicos de Inverno de 2006

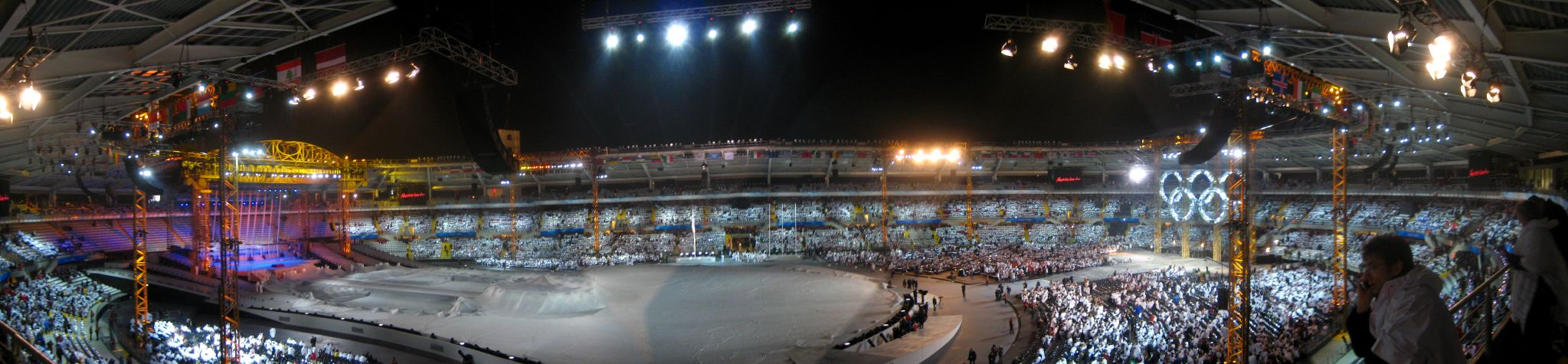
Panorâmica da cerimônia de encerramento

A cerimônia de encerramento dos Jogos Olímpicos de Inverno de 2006 teve início às 20:00h (UTC+1) do dia 26 de fevereiro de 2006, e foi realizada no Estádio Olímpico de Turim, em Turim, na Itália.
Os jogos foram formalmente encerrados pelo presidente do Comitê Olímpico Internacional (COI), Jacques Rogge, chamando-os de "magníficos". Isso partiu novamente da tradição do ex-presidente do COI Juan Antonio Samaranch de declarar cada um dos jogos como "o melhor de todos os tempos" e continuou a tradição de Rogge de atribuir a identidade de cada edição em seus comentários.

## Espectadores notáveis
Entre as celebridades e as personalidades notáveis que participaram do evento e os membros do Comitê Olímpico Internacional, as seguintes pessoas notáveis estavam como espectadores:
- Silvio Berlusconi, primeiro-ministro da Itália
- Luca di Montezemolo, Presidente e CEO da Ferrari e presidente da FIAT
- Carlos XVI Gustavo, Rei da Suécia, com seu filho, Príncipe Carlos Filipe
- Alberto II, Príncipe de Mônaco
- Rudy Giuliani, ex-prefeito da cidade de Nova Iorque
- Mario Andretti, piloto italiano
- Andrea Casiraghi, o filho mais velho de Carolina do Mónaco
- Tarja Halonen, Presidente da Finlândia
- Michaëlle Jean, Governador-geral do Canadá com sua esposa Jean-Daniel Lafond e sua filha Marie-Éden
- Peter MacKay, ministro das relações exteriores do Canadá
- Gordon Campbell, premiê da Colúmbia Britânica, a sede dos Jogos Olímpicos de Inverno de 2010.